# Félix Chalamel
Pour les articles homonymes, voir Chalamel.
Félix Chalamel, né le 20 septembre 1871 à Bourg-Saint-Andéol (Ardèche) et mort le 20 avril 1938 à Bourg-Saint-Andéol, est un homme politique français.

## Biographie
Il commence sa carrière dans l'administration des eaux et forêts, avant de reprendre la direction d'une fabrique de céramiques. Il est maire de Bourg-Saint-Andéol de 1904 à 1925, conseiller général du canton d'Antraigues de 1913 à 1914 et député de l'Ardèche de 1911 à 1914, inscrit au groupe de la Gauche démocratique.

## Détail des fonctions et des mandats
- 14 mai 1904 - 19 mai 1925 : Maire de Bourg-Saint-Andéol
- 12 février 1911 - 10 mai 1914 : Député de l'Ardèche
- 10 août 1913 - 11 juin 1914 : Conseiller général du canton d'Antraigues

## Sources
- « Félix Chalamel », dans le Dictionnaire des parlementaires français (1889-1940), sous la direction de Jean Jolly, PUF, 1960 [détail de l’édition]